# Thằn lằn đá Russell Train
Thằn lằn đá Russell Train, tên khoa học Gekko russelltraini, là một loài thằn lằn trong họ Gekkonidae. Loài này được Ngô Văn Trí, Bauer, Wood, & Jl Grismer phát hiện tại núi Chứa Chan thuộc huyện Xuân Lộc, tỉnh Đồng Nai, Việt Nam và mô tả khoa học đầu tiên năm 2009. Tên loài russelltraini được đặt nhằm vinh danh Russell Errol Train, Chủ tịch danh dự kiêm Sáng lập viên Quỹ Quốc tế Bảo vệ Thiên nhiên, lãnh đạo EPA